# Carduelis caniceps
Il cardellino dell'Himalaya (Carduelis caniceps Vigors, 1831) è un uccello passeriforme della famiglia Fringillidae, specie del cardellino.

## Etimologia
Il nome scientifico della specie, caniceps, deriva dall'unione delle parole latine canus ("grigio") e ceps ("testa"), col significato di "dalla testa grigia", in riferimento alla livrea di questi uccelli: il loro nome comune, invece, è un chiaro riferimento all'areale di distribuzione.

## Descrizione

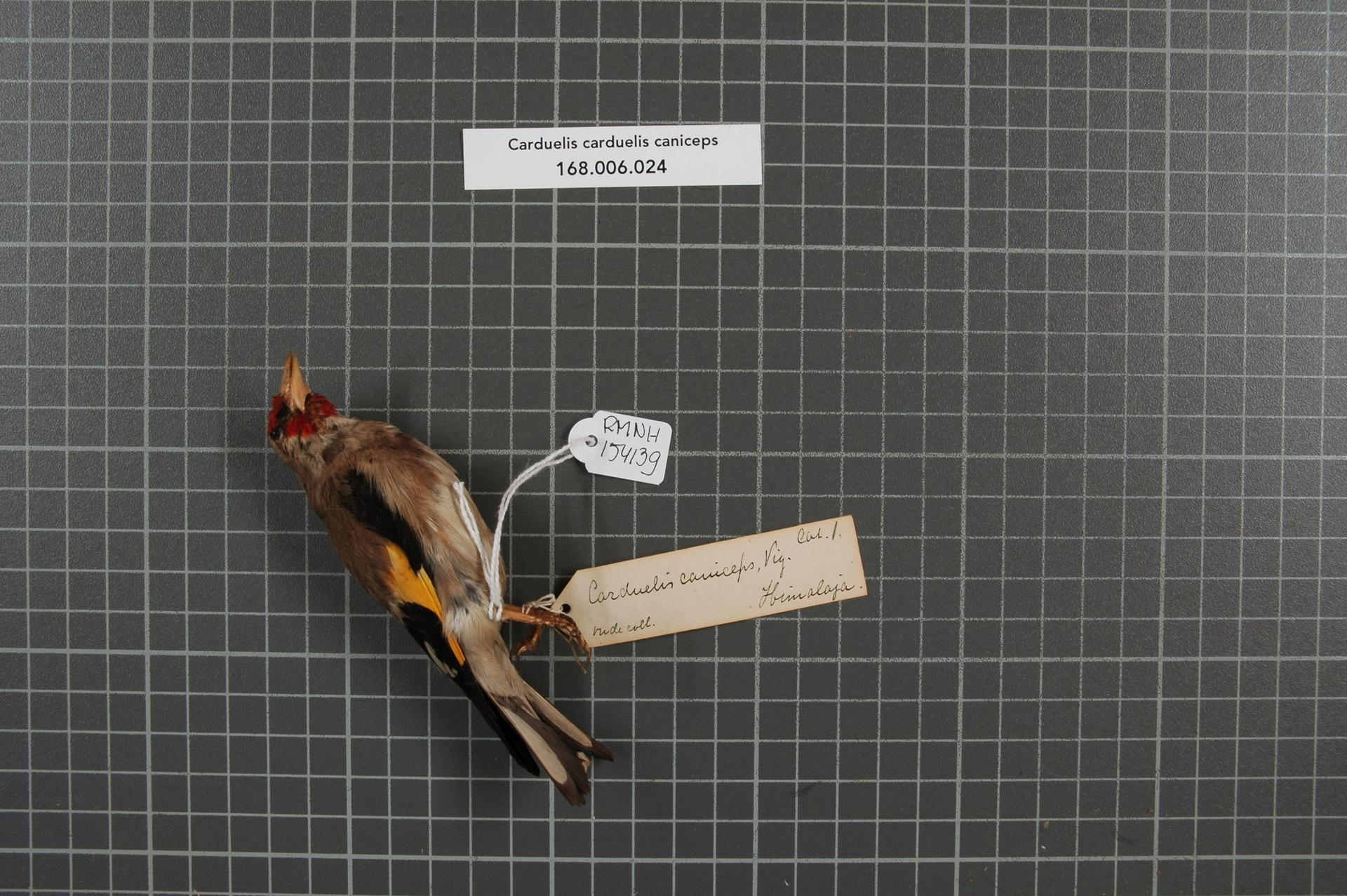
Veduta laterale di esemplare impagliato.

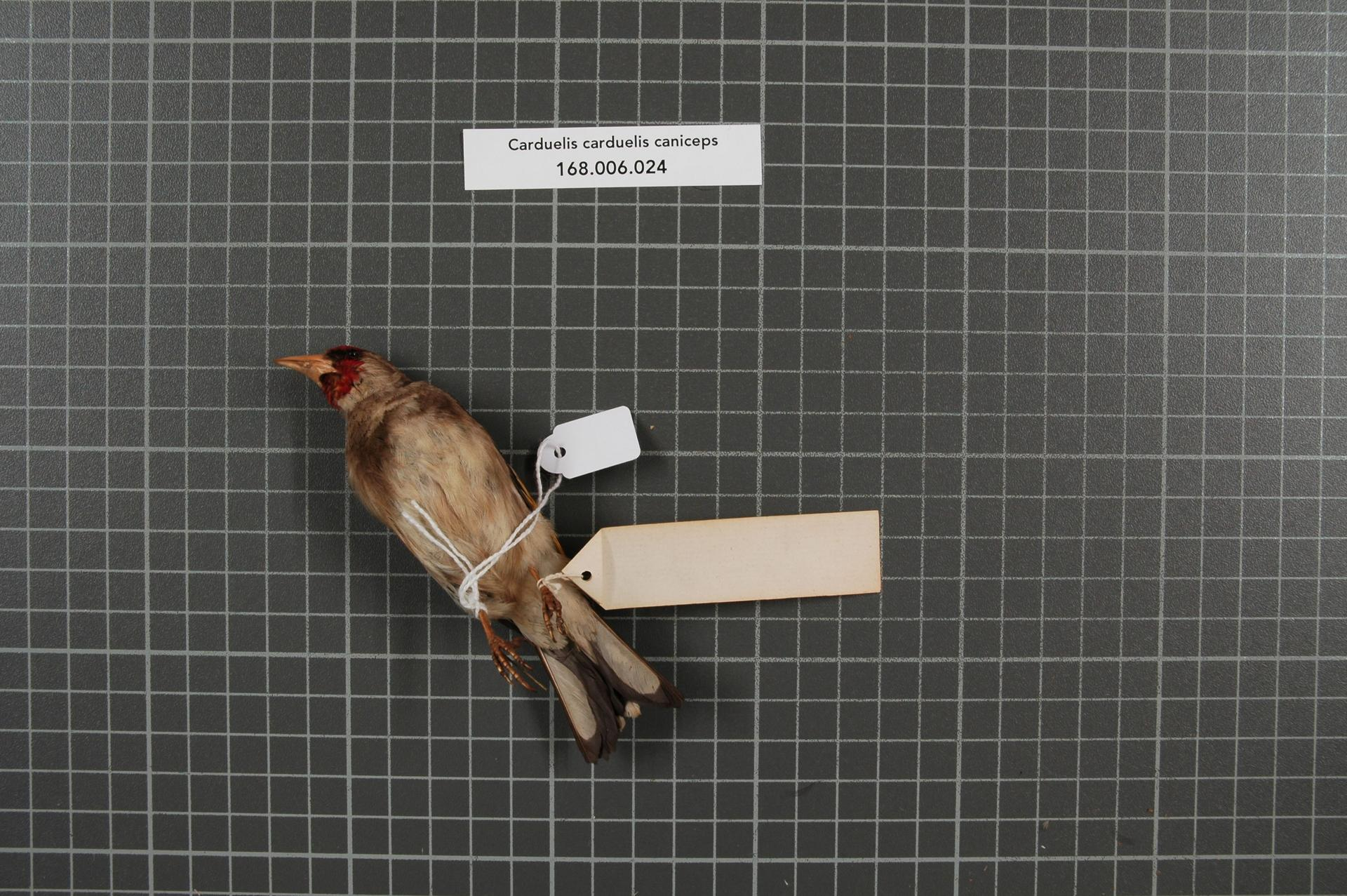
Veduta ventrale di esemplare impagliato.

### Dimensioni
Misura 11,5-14,5 cm di lunghezza, per 11-24 g di peso.

### Aspetto
Si trata di uccelli dall'aspetto minuto, muniti di testa arrotondata, ali appuntite, becco allungato e appuntito di forma conica e coda dalla punta forcuta. Nel complesso, il cardellino dell'Himalaya risulta molto simile al cardellino comune, rispetto al quale è tuttavia immediatamente distinguibile per il becco più allungato, la testa senza calottina nera ed il piumaggio tendente al grigio.
La livrea si presenta di colore grigio cenere su calotta, nuca, dorso, fianchi e petto, mentre la faccia è di colore rosso scuro (con mascherina ancora più scura fra i lati del becco e l'occhio) cerchiato di bianco; bianchi sono anche gola, parte superiore del petto, ventre, sottocoda, codione e punta delle remiganti, mentre ali e coda sono nere, le prime con vistosa barra alare gialla.

Il dimorfismo sessuale è presente, ma non evidentissimo: nelle femmine l'estensione della mascherina facciale è minore, e l'aspetto nel complesso è più massiccio rispetto ai maschi.

In ambedue i sessi il becco è bianco-grigiastro con punta della parte superiore recante una linea nera, mentre gli occhi sono di colore bruno scuro e le zampe sono di colore carnicino.

## Biologia

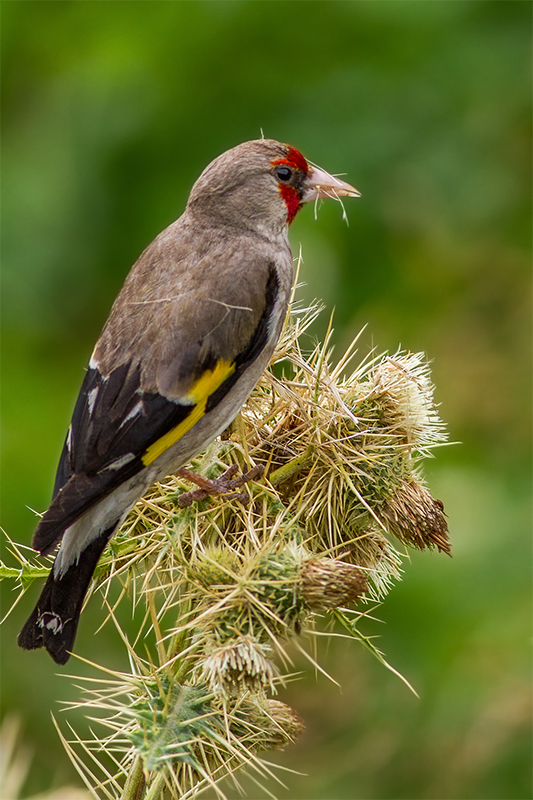
Esemplare si nutre da un cardo nel Lahaul.

Si tratta di uccelli dalle abitudini diurne e moderatamente gregarie, che all'infuori della stagione riproduttiva vivono in gruppetti di qualche decina d'individui, che passano la maggior parte della giornata alla ricerca di cibo o acqua fra i cespugli, l'erba alta e il suolo, tenendosi in contatto fra loro con una serie di richiami.
Il canto di questi uccelli, emesso in special modo immediatamente prima del periodo degli amori e durante questo, risulta molto simile a quello dei cardellini europei, pur differenziandosene per la maggiore monotonia ed asprezza.

### Alimentazione
La dieta del cardellino dell'Himalaya è essenzialmente granivora, essendo costituita da una varietà di semi di alberi e piante erbacee (fra cui anche il cardo, del quale questi uccelli sono ghiotti al pari della loro controparte eurasiatica), che vengono estratti dalle infiorescenze mediante il lungo becco, utilizzato come una pinzetta. Questi uccelli si nutrono anche di boccioli, gemme, germogli, foglioline tenere, bacche e sporadicamente anche insetti, in particolar modo durante il periodo riproduttivo.

### Riproduzione

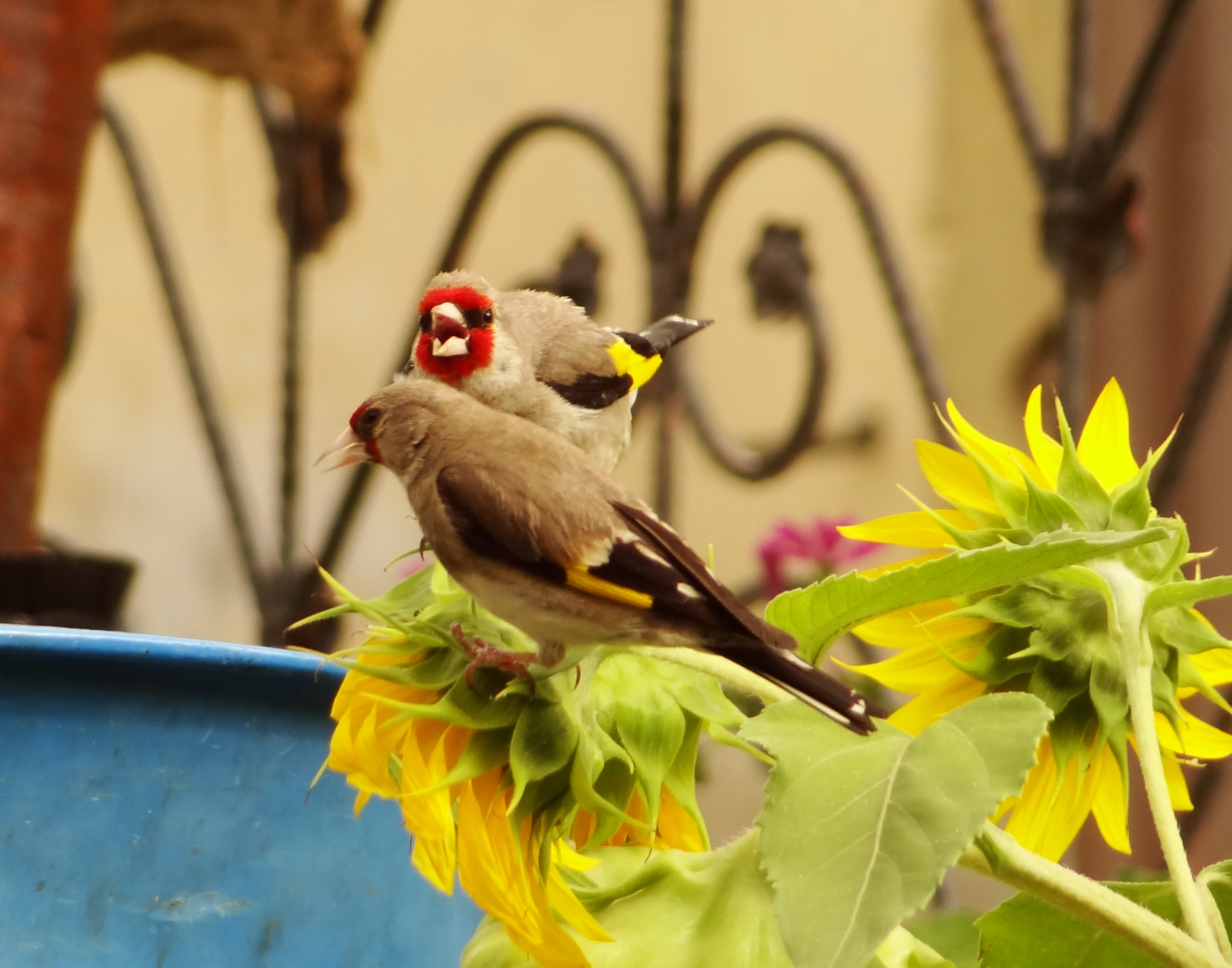
Giovane chiede l'imbeccata nei pressi del monastero di Tabo.

Il periodo riproduttivo va da aprile ad agosto: vengono generalmente portate avanti durante questo periodo due covate, con le coppie (si tratta infatti di uccelli monogami) che tendono a salire di quota fra una covata e l'altra.
La costruzione del nido (una coppa di fibre vegetali intrecciate posizionata fra i rami di una conifera) e la cova delle uova (che sono solitamente 3 o 4 e vengono incubate per circa 12-13 giorni) sono a totale carico della femmina, col maschio che fa la guardia ai dintorni e si occupa di nutrire la compagna: i nidiacei vengono invece accuditi da ambedue i genitori e seppure nudi ed implumi alla schiusa, s'involano attorno alle tre settimane di vita e si rendono indipendenti attorno al trentacinquesimo giorno dalla schiusa.

## Distribuzione e habitat
Come intuibile dal nome comune, l'areale della sottospecie in sé va dal Pakistan nord-occidentale (dal Belucistan alla Provincia della frontiera del nord-ovest), attraverso la regione himalayana (Kashmir, Nepal centrale e orientale), al Tibet sud-occidentale, mentre considerando questi uccelli come una specie a sé stante verrebbero accorpate anche sottospecie del cardellino diffuse nel sud dell'Iran e in gran parte del Turkestan, dal Turkmenistan occidentale al Lago Bajkal e alla Mongolia nord-occidentale.

Pur essendo generalmente stanziale, durante i mesi freddi il cardellino dell'Himalaya tende a scendere di quota per sfuggire agli eccessivi rigori del clima invernale.
L'habitat di questi uccelli è rappresentato dalle aree boschive non troppo fitte submontane e montane o comunque a clima continentale freddo, generalmente a predominanza di conifere, con presenza di radure e di aree cespugliose.

## Tassonomia

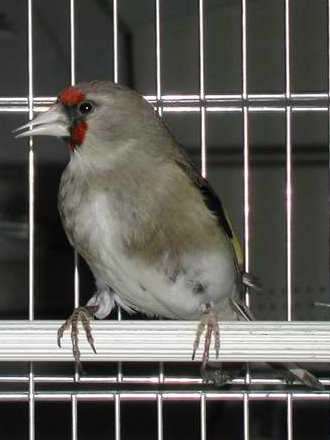
Femmina in cattività.

In passato, il cardellino dell'Himalaya veniva classificato come specie a sé stante, col nome di Carduelis caniceps: tuttavia, in base alla scarsa distanza genetica e comportamentale dal cardellino propriamente detto (dimostrata anche dal fatto che nelle aree in cui l'areale del cardellino dell'Himalaya si sovrappone a quello del cardellino eurasiatico, come a Gorgan o in Asia centrale, l'ibridazione avviene piuttosto spesso e senza particolari difficoltà), si ritiene attualmente più corretto considerare questi uccelli una sottospecie del cardellino comune, col nome di Carduelis carduelis caniceps.
In seno al complesso C. carduelis, il cardellino dell'Himalaya occupa un proprio gruppo ben definito (denominato "gruppo caniceps") assieme alle sottospecie subulata, paropanisi e ultima, accomunate dal manto grigio piuttosto che bruno e generalmente considerate (soprattutto la seconda) sottospecie del cardellino dell'Himalaya qualora considerato una specie a sé stante.